# Memento (álbum)
Memento é uma compilação dos álbuns anteriores da banda australiana Dead Can Dance, lançada em 25 de Outubro de 2005, pouco depois do tour da banda pelos EUA (17 de Setembro a 12 de Outubro de 2005).
Pensado para o mercado norte-americano, esta compilação dá enfoque à segunda metade da carreira da banda, quando eles foram mais bem-sucedidos nos Estados Unidos.

## Faixas
1. "Nierika" – 5:47
2. "The Ubiquitous Mr. Lovegrove" – 6:16
3. "Cantara" – 5:59
4. "Carnival Is Over" – 5:26
5. "Ariadne" – 1:55
6. "Enigma of the Absolute" – 4:14
7. "Lotus Eaters" – 6:42
8. "In the Kingdom of Blind The One Eyed Are Kings" – 4:12
9. "Sanvean" – 3:48
10. "Yulunga" – 6:57
11. "Song of the Sibyl" – 3:47
12. "I Can See Now" – 2:56
13. "American Dreaming" – 4:31
14. "Host of Seraphim" – 6:20
15. "How Fortunate the Man With None" – 9:11